# رجینا بیچ
رجینا بیچ (به انگلیسی: Regina Beach) یک منطقهٔ مسکونی در کانادا است که در ساسکاچوان واقع شده‌است. رجینا بیچ ۲٫۵۸ کیلومتر مربع مساحت و ۱٬۰۸۱ نفر جمعیت دارد.